# Antonio Reynolds-Dean
Antonio Reynolds-Dean (Marietta, Georgia, 11 de marzo de 1977) es un entrenador de baloncesto estadounidense que fue jugador profesional. Con 2,00 metros de altura, actuaba en la posición de pívot. Luego de una exitosa carrera como jugador en el circuito del baloncesto universitario estadounidense, actuó profesionalmente en las ligas menores de su país, además de haber competido en torneos de Argentina, España y República Dominicana. 

## Trayectoria como jugador

### Clubes
| Club                        | País                 | Año         |
| --------------------------- | -------------------- | ----------- |
| Estudiantes de Bahía Blanca | Argentina            | 1999        |
| Dakota Wizards              | Estados Unidos       | 1999        |
| Trenton Shooting Stars      | Estados Unidos       | 2000        |
| Florida Sea Dragons         | Estados Unidos       | 2000        |
| Washington Congressionals   | Estados Unidos       | 2000        |
| CB Murcia                   | España               | 2000 - 2001 |
| Plaza Valerio               | República Dominicana | 2001        |
| Bàsquet Manresa             | España               | 2001 - 2002 |
| CB Murcia                   | España               | 2002 - 2004 |
| CAI Zaragoza                | España               | 2004 - 2005 |
| Drac Inca                   | España               | 2005 - 2006 |
| Lleida Bàsquet              | España               | 2006        |
| CB Ciudad de Huelva         | España               | 2007        |
| Quilmes de Mar del Plata    | Argentina            | 2007 - 2008 |
| Boca Juniors                | Argentina            | 2008        |

## Trayectoria como entrenador
Tras dejar la actividad como jugador profesional, Reynolds-Dean se convirtió en entrenador de equipos universitarios de baloncesto. Se desempeñó en consecuencia como asistente del entrenador principal desde 2009 hasta 2022 en los Northeastern Huskies, los College of Charleston Cougars, los Rhode Island Rams y los Clemson Tigers.
En abril de 2022 fue nombrado entrenador asociado de los Georgia Bulldogs.

## Palmarés

### Títulos nacionales
- 1 Liga LEB: 2002-2003 con el Etosa Murcia.

### Consideraciones personales
- Elegido "Jugador más valorado" del All Star de la Liga LEB en la temporada 2001-2002.
- Elegido para el All Star de la Liga LEB en las temporadas 2000-2001 y 2001-2002.
- Posee el récord de tapones (14) en un partido con el equipo de la Universidad de Rhode Island. Ejecutó 235 tapones en los cuatro años de carrera universtiaria.
- Fue titular en los 131 partidos que disputó con el equipo de la Universidad de Rhode Island, promediando 12 puntos y 7,8 rebotes por encuentro.